# Jens Lehmann (cyclisme)
Pour les articles homonymes, voir Jens Lehmann et Lehmann.
Jens Lehmann, né le 19 décembre 1967 à Stolberg (Harz), est un ancien coureur cycliste allemand. Spécialiste de la piste, il a été deux fois champion olympique et trois fois champion du monde de poursuite par équipes et champion du monde de poursuite individuelle.

## Palmarès

### Jeux olympiques
- Barcelone 1992
  -  Champion olympique de poursuite par équipes (avec Stefan Steinweg, Andreas Walzer, Michael Glöckner, Guido Fulst)
  -  Médaillé d'argent en poursuite individuelle
- Sydney 2000
  -  Champion olympique de poursuite par équipes (avec Robert Bartko, Daniel Becke, Guido Fulst)
  -  Médaillé d'argent en poursuite individuelle

### Championnats du monde
- Stuttgart 1991
  -  Champion du monde amateur de poursuite individuelle
  -  Champion du monde amateur de poursuite par équipe (avec Andreas Walzer, Michael Glöckner, Stefan Steinweg)
- Hamar 1993
  -  Médaillé d'argent de poursuite par équipes (avec Andreas Bach, Torsten Schmidt, Guido Fulst)
- Palerme 1994
  -  Champion du monde de poursuite par équipes (avec Andreas Bach, Guido Fulst, Danilo Hondo)
  -  Médaillé de bronze de poursuite individuelle
- Berlin 1999
  -  Champion du monde de poursuite par équipes (avec Guido Fulst, Daniel Becke, Robert Bartko)
  -  Médaillé d'argent de poursuite individuelle
- Manchester 2000
  -  Champion du monde de poursuite par équipes (avec Guido Fulst, Daniel Becke, Sebastian Siedler)
  -  Champion du monde de poursuite individuelle
- Anvers 2001
  -  Médaillé de bronze de poursuite par équipes (avec Guido Fulst, Christian Bach, Sebastian Siedler)
  -  Médaillé d'argent de poursuite individuelle
- Copenhague 2002
  -  Médaillé d'argent de poursuite par équipes (avec Guido Fulst, Christian Bach, Sebastian Siedler)
  -  Médaillé de bronze de poursuite individuelle

### Championnats nationaux
- Champion d'Allemagne de poursuite individuelle en 1995, 1999, 2000, 2001 et 2004
- Champion d'Allemagne de poursuite par équipes en 1999 (avec Sebastian Siedler, Christian Bach, Daniel Becke), 2001 (avec Christian Bach, Christian Müller, Sebastian Siedler), 2002 (avec Thomas Fothen, Sebastian Siedler, Moritz Veit), 2003  (avec Christian Bach, Sebastian Siedler, Daniel Schlegel) et 2004 (avec Christian Bach, Sascha Damrow, Tony Martin)

## Palmarès sur route
- 1994
  -  Champion d'Allemagne du contre-la-montre amateurs
  - Grand Prix Telekom (contre-la-montre en couple, avec Tony Rominger)
- 2000
  - Prologue du Tour de Saxe
- 2001
  - 4eb étape du Tour de Hesse